# Дзета Большого Пса
Дзета Большого Пса (ζ CMa / ζ Большого Пса) — спектрально-двойная звезда в созвездии Большого Пса. Традиционное название — Фуруд; арабское слово аль-фуруд означает «одинокая», «уединенная» (звезда), что соответствует её положению в созвездии, удалённому от основной фигуры. У Птолемея в «Альмагесте» описана как «звезда на конце правой лапы».
Дзета Большого Пса находятся примерно в 336 световых годах от Земли.
Первая звезда из Дзеты Большого Пса, Дзета Большого Пса А — бело-голубая звезда главной последовательности B-типа с видимой звёздной величиной в +3,02. Также имеет невидимого компаньона, Дзету Большого Пса B. Эти две звезды вращаются вокруг общего центра масс с периодом в 675 дней.